# Udby Kirke (Holbæk Kommune)
 For alternative betydninger, se Udby Kirke. (Se også artikler, som begynder med Udby Kirke)
Udby Kirke er sognekirken i Udby Sogn, der ligger på Tuse Næs.
Ældste dele af Udby Kirke kan dateres til 1100-tallet, hvor kirken blev bygget af kampesten. En udvidelse med et vestligt fag skete i 1200-tallet, og de nuværende hvælvinger er fra omkring 1500. Våbenhus og kirketårn er formodentlig bygget 1400-1500.

## Eksteriør
- Udby Kirke fra kirkegården

## Interiør
Prædikestol og altertavle er begge udskårne i renæssancestil; stolen bærer årstallet 1613. Prædikestolen menes at være udført af et østsjællandsk værksted, muligvis Hans Snedker i Enderslev
Altertavlen menes at være fra kort før år 1600
- Pærdikestol og Alter

## Kirkeskib
Danmark, udført af maler Ove Andersen, Slagelse i
- To master briggen Danmark
- Danmark i kirkerummet
- To master briggen Danmark

## Eksterne kilder og henvisninger
- Wikimedia Commons har flere filer relateret til Udby Kirke (Holbæk Kommune)
- Udby Kirke i bogværket Danmarks Kirker, Nationalmuseet
- Udby Kirke hos KortTilKirken.dk